# Мюнхнер Хелес
Мюнхнер Хелес (на немски: Münchner Helles – в превод Мюнхенско светло (леко)), известна и като Мюнхенски светъл (лек) лагер и Мюнхенска светла (лека) бира, е традиционна светла баварска бира, в стил лагер, разновидност на вида светъл лагер със светъл сламено до светлозлатист цвят и характерни малцов вкус и лека хмелна горчивина.

## История
Този вид бира е произведена за първи път на 21 март 1895 г. в Мюнхен в пивоварната „Spaten“ от известния пивовар Габриел Зеделмайер (Gabriel Sedlmayr) с цел да конкурира бирите от типа пилзнер. На тази дата от Мюнхен за Хамбург е изпратена първата партида бъчви с „мюнхенско светло“. На 20 юни 1895 г. новата мюнхенска светла бира започва да се продава в бутилки и в бъчви и в Мюнхен. От тази дата новата бира се утвърждава като една от най-популярните в Германия. В родината си Бавария тя успешно конкурира бирите от типа пилзнер и заема по продажби 25 % от пазара на бира, като отстъпва по популярност само на вайс бирата, която е с 33 % пазарен дял.

## Етимология
В зависимост от пивоварната, която я произвежда, тази бира се предлага с различни наименования върху етикета. Като синоними в Германия се използват и обозначенията: Hell, Helles Export, Helles Lager(bier), Export Helles, Urhelles, Urtyp-Helles, Edelhelles, Spezial Helles. Ако бирата носи името Urhell или Urtyp Helles, пивоварната се опитва да се подчертае автентичността на напитката (ur означава „оригинал“, а urtyp – „оригинален вид“). Spezial Helles е сезонна бира, а Edelhell (благороден Helles) напомня за благородния сорт на използвания хмел. В англоговорещите страни се среща и с имената „Munich Original Lager“ и „Munich Light“.

## Характеристика
Мюнхнер Хелес е малцова, не много сладка бира, с акцент върху малцовия вкус и лека хмелна горчивина. Цветът варира от средно жълт до светлозлатист; течността е прозрачна, образува кремаво бяла пяна. Бирата е леко сладка, с малцов привкус и аромат. Алкохолното съдържание варира от 4.7 до 5.4 об.%.
Типични търговски марки са: Hacker-Pschorr Munchner Helles, Paulaner Premium Lager, Spaten Premium Lager, Andechser Hell, Augustiner Lagerbier Hell, Weihenstephaner Original, Stoudt's Gold Lager